# Genetica clinica

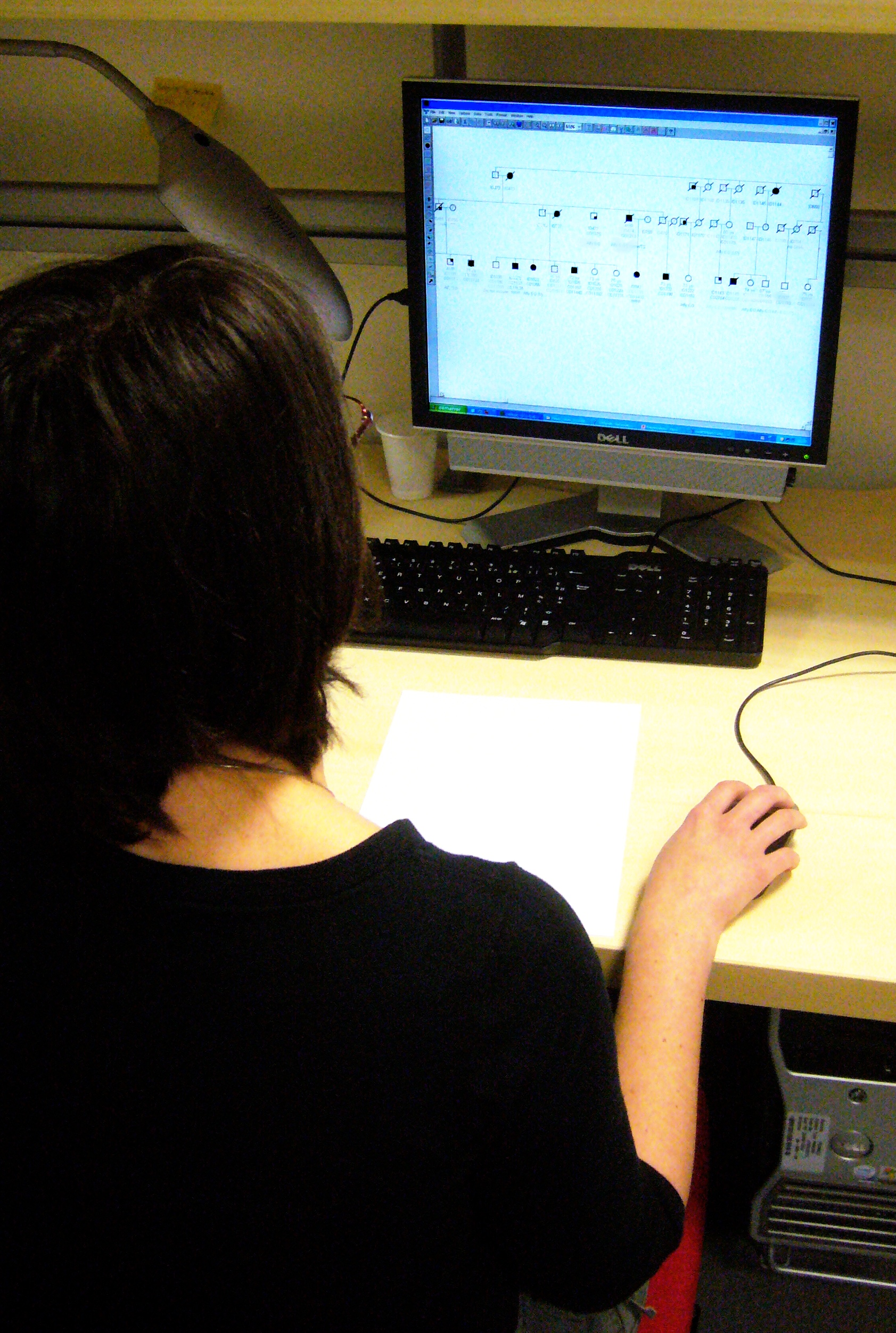
Genetica clinica

La genetica clinica o medica si occupa dello studio e della diagnosi delle malattie genetiche.
Essa è orientata alla formulazione della diagnosi clinica di malattia genetica e alla consulenza genetica al fine di valutare l'eventuale rischio riproduttivo per il paziente e la sua famiglia. 
Il genetista è anche chiamato a svolgere un ruolo diagnostico e preventivo per alcune delle più frequenti malattie, come quelle cardiovascolari e tumorali.

## Storia
Fondatori di questa disciplina sono considerati: Joseph Adams (britannico), che descrisse la trasmissione genetica della polidattilia; William Bateson e Archibald Edward Garrod (britannici), che descrissero la trasmissione recessiva dell'alcaptonuria; il francese Jérôme Lejeune, che nel 1959 per primo mise in relazione una malattia, la sindrome di Down, con un'anomalia cromosomica, la trisomia 21 e che nel 1963 individuò in un'anomalia sulla quinta coppia cromosomica la causa della sindrome del grido di gatto; lo statunitense Victor McKusick che pubblicò, nel 1966, il primo indice dei geni conosciuti e delle malattie a essi correlate.

## Consulenza genetica
La consulenza genetica è uno strumento che dovrebbe aiutare a informare i consultandi a prendere decisioni riguardanti la possibilità di sviluppare e/o trasmettere una malattia genetica; aiutando a valutare le possibili scelte che si possono attuare una volta effettuato il test genetico ed avuto il suo risultato (possibili terapie, interruzione volontaria di gravidanza, ecc...). La decisione sul da farsi è sempre autonoma a carico dei consultandi e il medico (o comunque la figura professionale abilitata) non ha mai compito direttivo. Il test genetico è un esame che può essere fatto su DNA così come su altre sostanze usando differenti metodiche. Riassumendo gli obiettivi della consulenza genetica sono:
- verificare la correttezza della diagnosi;
- accertarsi del livello di conoscenze dei consultandi al riguardo della malattia, cercando preconcetti e disinformazione;
- fornire tutte le informazioni necessarie, anche riguardanti le associazioni specifiche a supporto dei malati e delle loro famiglie;

La consulenza può avere varie indicazioni:
- preconcezionale (sapendo di essere portatori di anomalie genetiche prima di programmare una gravidanza; è un momento migliore invece di aspettare che questa arrivi in quanto si riduce di molto lo stress e si ha più tempo per fare i test e decidere)
- prenatale
- screening
- diagnostica

ed è divisa in 3 fasi di lavoro:
- pre-test

- il test vero e proprio, che può essere più o meno complesso e lungo a seconda della metodica usata e della patologia sospettata

- la fase post-test; in cui si valutano i risultati e si richiede ai consultandi se vogliono esserne messi al corrente eventualmente in presenza di uno psicologo; poi si discute sul "da farsi" una volta che questo è stato ottenuto, ossia decidere quali controlli ulteriori eseguire e se è possibile offrire il test anche ad altri parenti

La durata delle varie fasi varia molto da patologia a patologia, ci sono casi dove il test è relativamente semplice in quanto si conosce bene il difetto da cercare e non richiede molto tempo perché non ci sono molte mutazioni che lo causano, in altri invece il test è lungo e complesso; richiede molto tempo per essere svolto e valutato, in altre patologie ancora il test invece può essere meno dirimente sulla scelta clinica - è meno attendibile o non esistono terapie, come spesso accade - e ciò richiede una fase pre-test più lunga per valutare la motivazione dei consultandi.

### Colloquio pre-test
In questa fase i dati importanti da chiedere e fornire ai consultandi sono:
- l'anamnesi personale (del malato) e familiare (con costruzione di un buon albero familiare dove rappresentare meglio come la patologia si diffonde nella famiglia, non dimenticando gli aborti, le cause di morte e le unioni fra consanguinei)
- identificare l'origine geografica e l'etnia del gruppo familiare (verificare se gli antenati erano originari di una zona isolata geneticamente dall'esterno; ad esempio piccoli paesi)
- fornire informazioni sulla malattia: come si trasmette, come evolve, esistenza di terapie o altre misure profilattiche,...
- informazioni sull'affidabilità del test
- discutere le conseguenze del test nel caso questo fosse positivo: Quali vantaggi comporta sapere questo dato?, esistono terapie o strumenti che messi a punto in anticipo consentano di controllare la progressione della patologia?, questi sono efficaci?, posso controllare il rischio di trasmissione?, può essere utile per altri componenti della famiglia? Il soggetto è in grado di sopportare lo stress e i sensi di colpa dati dal risultato positivo? Cosa posso fare se non faccio il test?
- chiedere il consenso informato
- controllare la corretta comprensione delle informazioni date

### Tipi di test genetico
- diagnostici
- identificazione di portatori sani
- presintomatici (malattie a insorgenza tardiva, bisogna verificare se il test è davvero utile)
- predittivi (tumori familiari, anche qui vale il discorso del punto precedente)
- medico-legali (esempio: accertamento o esclusione di paternità)

Nel fare il test non bisogna poi mai soffermarsi in un solo lato "sospetto" della famiglia; questo sia per non ingenerare inopportuni stress e sensi di colpa, sia per non sottovalutare il rischio di trasmissione di altre patologie (anche più gravi) dall'altro ramo.